# ۲۶۹ (قمری)
۲۶۹ (قمری)، دویست و شصت و نهمین سال در گاهشماری هجری قمری است. اول محرم این سال برابر با بیست و پنجم ژوئیه سال ۸۸۲ میلادی است.